# Лісостеп Ельбурсу

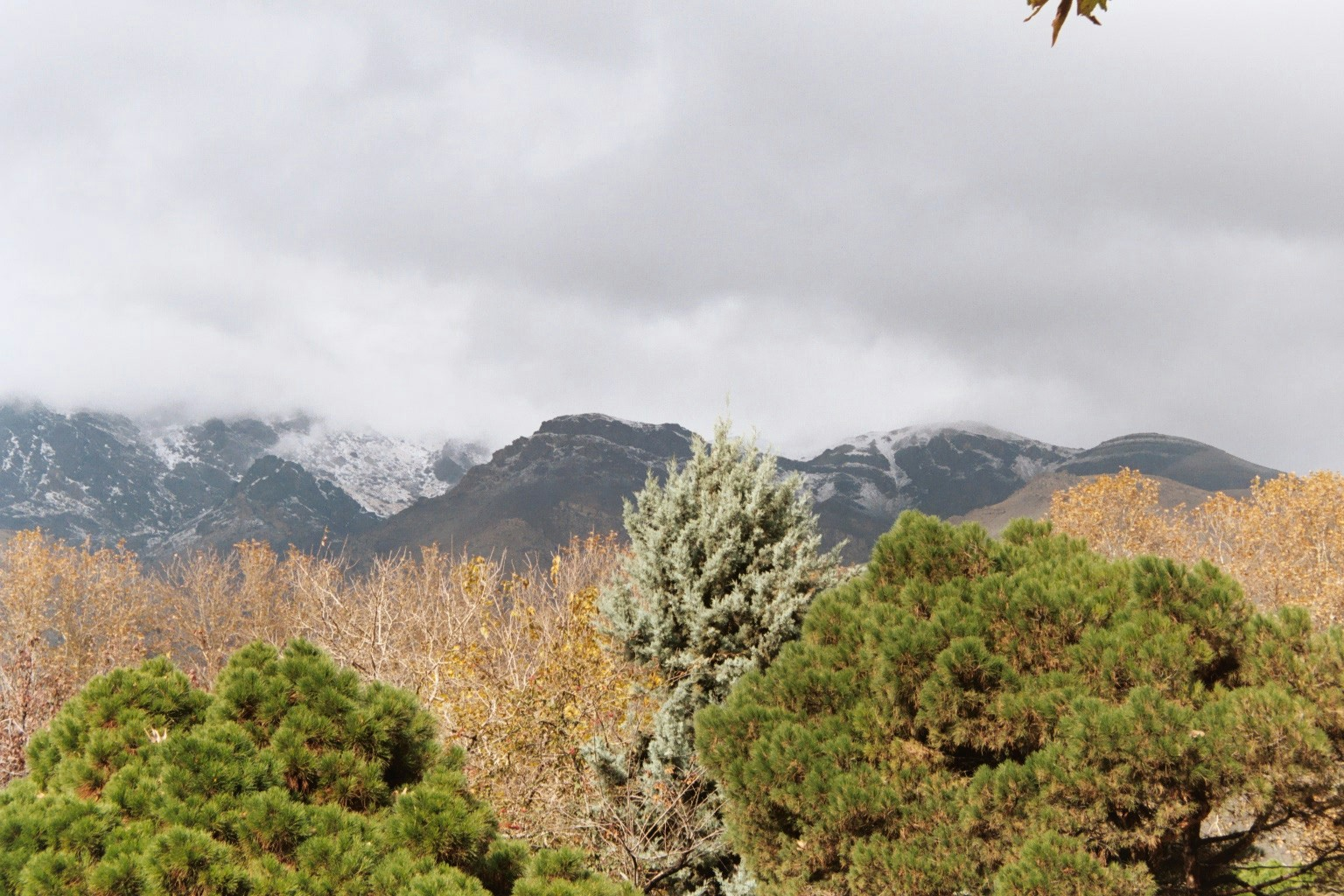
Ландшафт гір Ельбурсу

Лісостеп Ельбурсу (ідентифікатор WWF: PA0507) — палеарктичний екорегіон хвойних лісів помірної зони, розташований в горах Ельбурсу на півночі Ірану.

## Географія
Екорегіон ельбурського лісостепу охоплює південні і східні схили гір Ельбурсу, розташованих на півночі Ірану. Він простягається більш ніж на 1000 км від Ардебіля поблизу кордону з Азербайджаном паралельно південному узбережжю Каспійського моря на схід до Нішапура. На північних схилах Ельбурсу екорегіон переходить у Каспійсько-Гірканські мішані ліси, на півдні — в регіон пустельних басейнів Центрального Ірану, а на південному заході — в регіон східноанатолійського гірського степу.
Основу Ельбурсу складає гранітне ядро, вкрите шаром осадових порід — вапняків, сланців, пісковиків і туфів. Також в горах часто зустрічаються метаморфічні породи — сланці, мармури і амфіболіти. Висота гір коливається від 2000 до 4000 м, деякі вершини перевищують 5000 м. Найвищою вершиною Ельбурсу є гора Демавенд висотою 5610 м. Демавенд також є найвищою вершиною Західної Азії та найвищим вулканом в Азії, на його вершині знаходяться фумароли і гарячі джерела, а також льодовики.

## Клімат
Екорегіон характеризується посушливим кліматом. Річна кількість опадів в його межах коливається від 150 до 500 мм, більшість з яких випадає взимку у вигляді снігу. Середня температура коливається від 15 до 18 °C, взимку регулярно трапляються екстримальні морози.

## Флора
Основними рослинними угрупованнями, поширеними на південних схилах Ельбурсу, раніше були ялівцеві ліси, де переважав перський яловець (Juniperus polycarpos). Ці ліси зустрічалися на висоті від 1900 до 2000 м над рівнем моря, однак внаслідок вирубки вони збереглися лише у важкодоступних районах та у високогір'ях. Існують свідчення того, що раніше ялівцеві ліси зустрічалися не тільки в Ельбурсі, але і в багатьох горах Іранського нагір'я.
В ялівцевому лісостепу регіону також поширені кущі туполистої фісташки (Pistacia atlantica), китицецвітої ірги (Cotoneaster racemiflora) та мигдалю (Amygdalus spp.), а також невисокі туркменські клени (Acer turcomanicum). Найпоширенішими трав'янистими рослинами є різні види полину (Artemisia spp.).
Високогір'я характеризуються унікальною гірською флорою. Деякі рослини, зокрема вражаючий перстач Кранца (Potentilla crantzii), ростуть на висоті 4800 м над рівнем моря. Серед ендеміків Ельбурсу слід навести гіпсовий молочай (Euphorbia gypsicola) та демавендський акантолімон (Acantholimon demavendicum).

## Фауна
Ельбурський лісостеп є домом для кількох великих видів тварин. Тут мешкає найбільша популяція сирійського бурого ведмедя (Ursus arctos syriacus) в Ірані, яка нараховує від 500 до 1000 особин. Цей підвид ведмедя вирізняється блідим хутром і білими пазурями. В лісах і на узліссях зустрічаються азійські сарни (Capreolus capreolus), які харчуються травою та ягодами, а на високогірних луках пасуться муфлони (Ovis gmelini) та звичайні козли (Capra aegagrus). В передгір'ях на південному сході регіону трапляються джейрани (Gazella subgutturosa). Вночі в лісостепу шукають їжу групи диких свиней (Sus scrofa). На світанку та в присмерках кам'яні куниці (Martes foina) полюють на дрібних ссавців, таких як ендемічні благородні красави (Calomyscus grandis), а також шукають яйця та черв'яків. Каспійські благородні олені або марали (Cervus elaphus maral) більшу частину року живуть одностатевими групами. Восени, в період гону, самці змагаються між собою, іноді ламаючи роги. Серед хижих ссавців екорегіону слід відзначити азійського вовка (Canis lupus pallipes), звичайного шакала (Canis aureus), звичайну лисицю (Vulpes vulpes), очеретяного кота (Felis chaus), кавказьку рись (Lynx lynx dinniki) та рідкісного анатолійського леопарда (Panthera pardus tulliana).
Серед птахів екорегіону слід навести євразійського осоїда (Pernis apivorus), великого яструба (Accipiter gentilis), чорного грифа (Aegypius monachus), арчеву кострубу (Mycerobas carnipes), прикаспійського улара (Tetraogallus caspius), малого підорлика (Clanga pomarina) та беркута (Aquila chrysaetos). Тут знаходяться одні з небагатьох місць гніздування хохітви (Tetrax tetrax) та чорної жовни (Dryocopus martius) в Ірані. Серед ящірок регіону слід відзначити кавказьку агаму (Laudakia caucasia) та руїнну агаму (Trapelus ruderatus), а також рідкісну гадюку Латіфі (Montivipera latifii).

## Збереження
Оцінка 2017 року показала, що 6117 км², або 10 % екорегіону, є заповідними територіями. Природоохоронні території включають Національний парк Голестан, Заповідник Горход та Заповідник Парвар.